# Csurgói KK
Csurgói KK (pełna nazwa Csurgói Kézilabda Klub) – węgierski klub piłki ręcznej mężczyzn (jednosekcyjny) z siedzibą w Csurgó, założony w 1993 i od sezonu 2008/2009 występujący w Nemzeti Bajnokság I (najwyższej klasie rozgrywkowej na Węgrzech).
W latach 2012–2014 zawodnikiem tego klubu był bramkarz reprezentacji Polski – Piotr Wyszomirski.

## Osiągnięcia
- Mistrzostwa Węgier:
  - 3. miejsce (1): 2012/2013
- II liga węgierska:
  - 1. miejsce (1): 2007/2008

## Drużyna w sezonie 2020/2021
| Bramkarze - 12. Péter Tatai - 16. Ádám Füstös - 29. Péter Pallag Rozgrywający - 7. Egon Hanusz - 9. Grega Krečič - 11. Mladen Krsmančić - 15. Csaba Leimeter - 20. Marcell Gábor - 24. Ádám Vasvári - 34. Tamás Borsos - 95. Szabolcs Nagy | Skrzydłowi - 3. Marko Vasić - 25. Ádám Gebhardt - 28. Gyula Kerkovits - 77. Antonio Kovačević Obrotowi - 18. Erik Szeitl - 33. Ivan Popović |